# Mancha (pintura)
La mancha es un elemento esencial de la pintura y otras artes visuales. Es el resultado del primer contacto del material pictórico con el soporte pictórico, al que pueden seguir o no más etapas de elaboración. La relación entre la mancha y la superficie pictórica es ambivalente: puede aplicarse sobre una superficie previa o puede generar ella misma, o junto a otras yuxtapuestas, una superficie pictórica. El color de las manchas (y, en su caso, de otros elementos pictóricos) determina la monocromía o policromía de la obra.
Además de la definición de "mancha" como "estudio" recogida en el DRAE ("Estudio hecho sobre lienzo, o sobre tabla, con pincel y colores, para observar el efecto de las luces"); "mancha", como elemento del arte (como lo son básicamente el punto, la línea o el plano) es una forma que se plasma sobre el soporte pictórico para obtener las figuras deseadas por el pintor. A diferencia de aquellos, no suele tener direccionalidad ni contornos geométricos estrictos, siendo fruto de una aplicación (pincelada en la mayor parte de los casos, o vertido y salpicado -en la Action painting-) más o menos intencionada, controlada, espontánea o casual. El predominio de la mancha o de la línea caracteriza el "estilo pictorial" o el "estilo lineal".
La mancha es un elemento pictórico caracterizado por su rápida ejecución y su expresividad. Puede vincularse a una estructura lineal previa del dibujo, o realizarse de forma autónoma. Es más gestual que la línea y por ello proporciona menos exactitud y requiere más dominio de la técnica para obtener sus efectos: crear claroscuro, volumen, estructurar superficies o encajar la composición. Aplicada como parte del propio dibujo, se pueden diferenciar dos tipos: mancha seca o mancha a la aguada, cada una de ella con múltiples variantes. 
Existen al menos tres movimientos pictóricos que toman su nombre del concepto de "mancha": los macchietistta napolitanos del siglo XVII (como Salvator Rosa, que improvisaba sus capriccio), los macchiaioli italianos de la segunda mitad del siglo XIX, y el Tachismo (denominación francesa del expresionismo abstracto o informalismo de mediados del siglo XX).

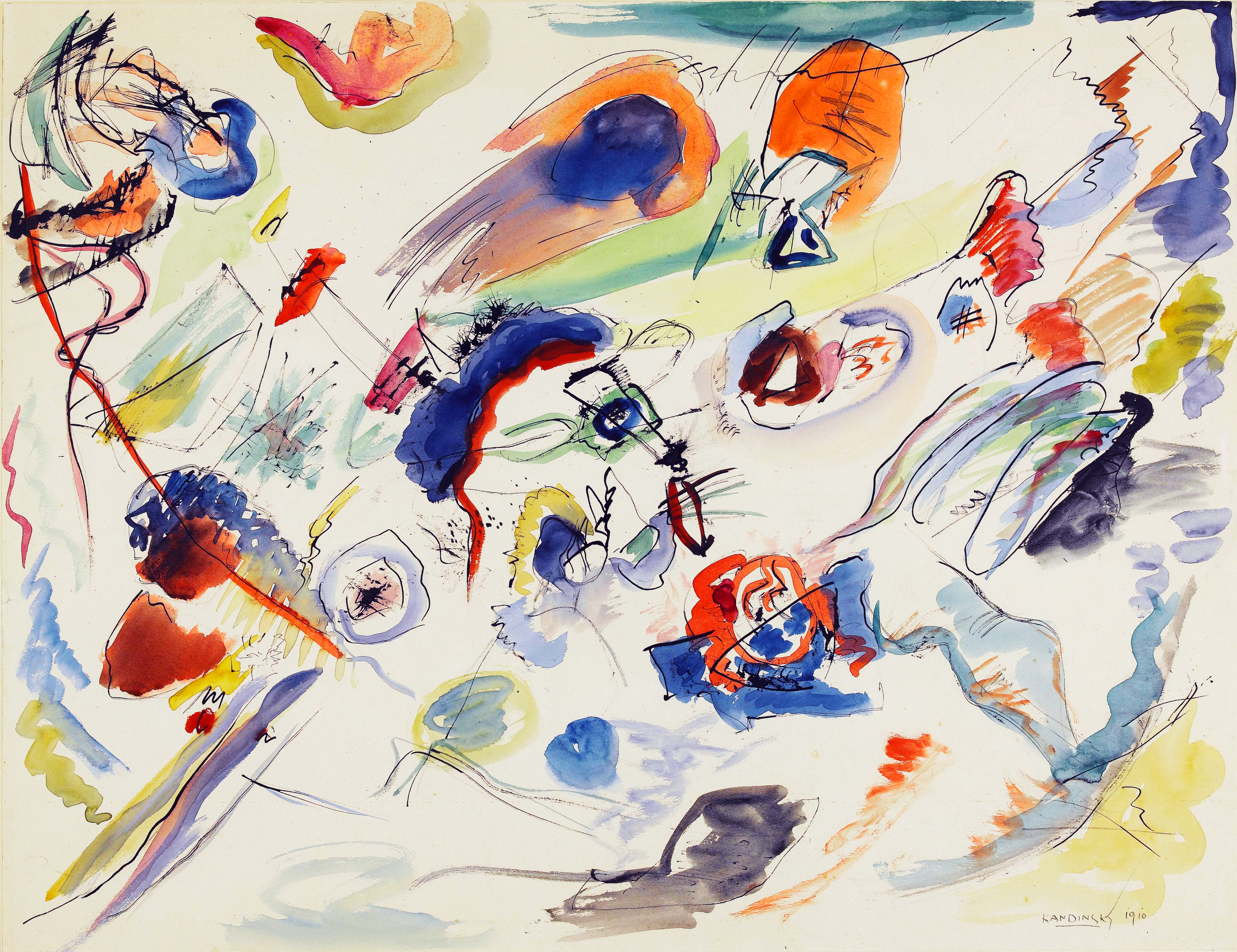
Primera acuarela abstracta de Kandinsky. Aunque él mismo la fechó en 1910, su datación está debatida.

Para Kandinsky, que es un experimentador riguroso, el punto y la línea son lo que se puede hacer con una punta dura y trazadora; la mancha de color es lo que se puede hacer con un pincel bañado con materia colorante más o menos diluida.
Giulio Carlo Argan, comentario a Primera acuarela abstracta de Kandinsky (1910)

## Manos y dedos
La pintura se puede aplicar directamente con las manos o los dedos. Aunque también así se puede trazar la direccionalidad de la línea o el golpe del punto, el resultado más probable es la mayor o menor extensión de la mancha.

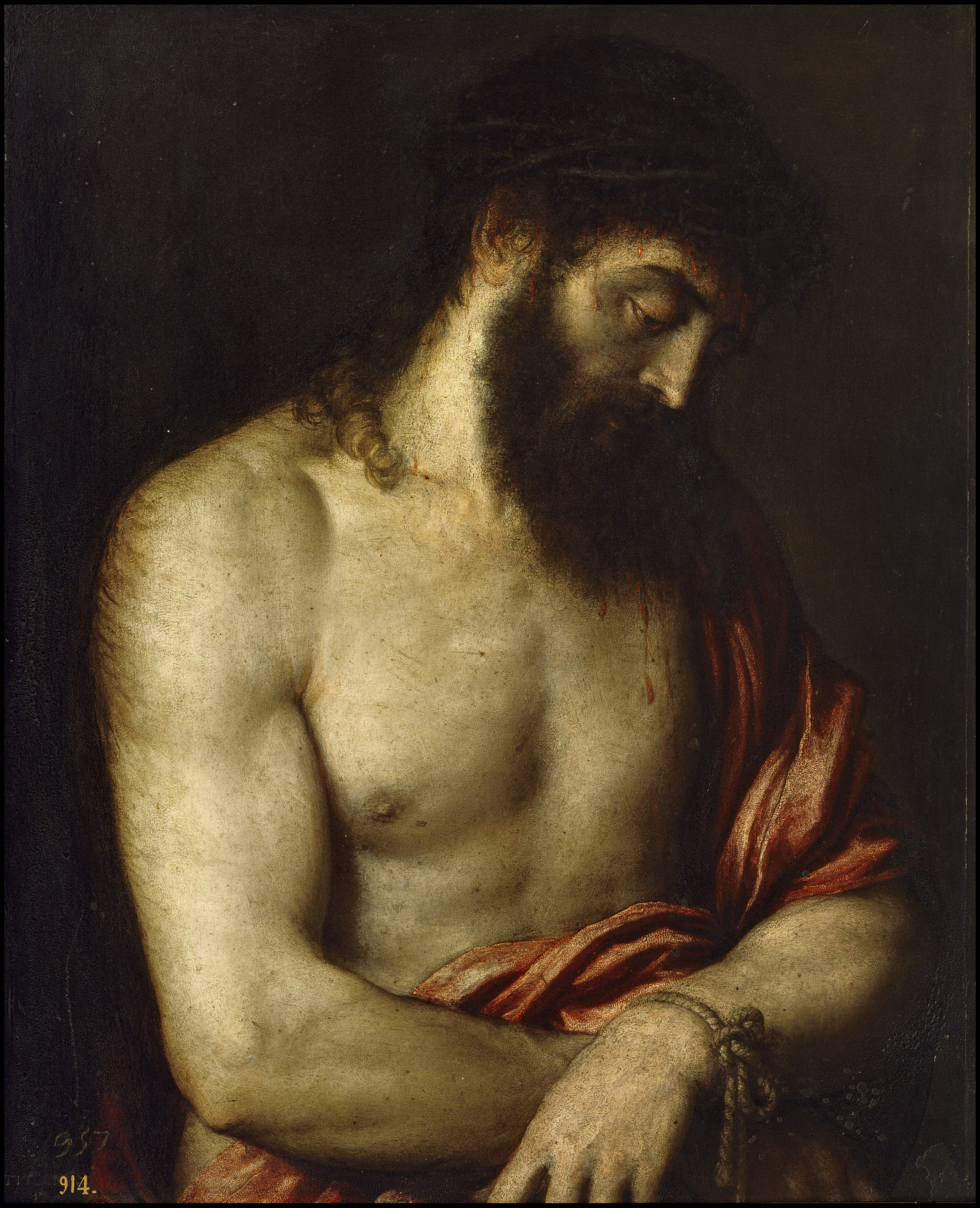
Ecce homo, de Tiziano, ca. 1546-1547. Se ha observado que el autor utilizó sus manos en partes de esta pintura.

Además de ser utilizada en la técnica de algunos grandes maestros (hay testimonios escritos de que así lo hacía Tiziano en sus últimas épocas, o Lucas Jordán como alarde ante los reyes, y pruebas físicas de que lo hacían muchos otros pintores, como Giovanni Bellini, Lorenzo Lotto o Velázquez), es un recurso muy utilizado en la educación infantil, tras el desarrollo de materiales no tóxicos por Ruth Faison Shaw en 1931 (fingerpaint -"pintura de dedos"-).

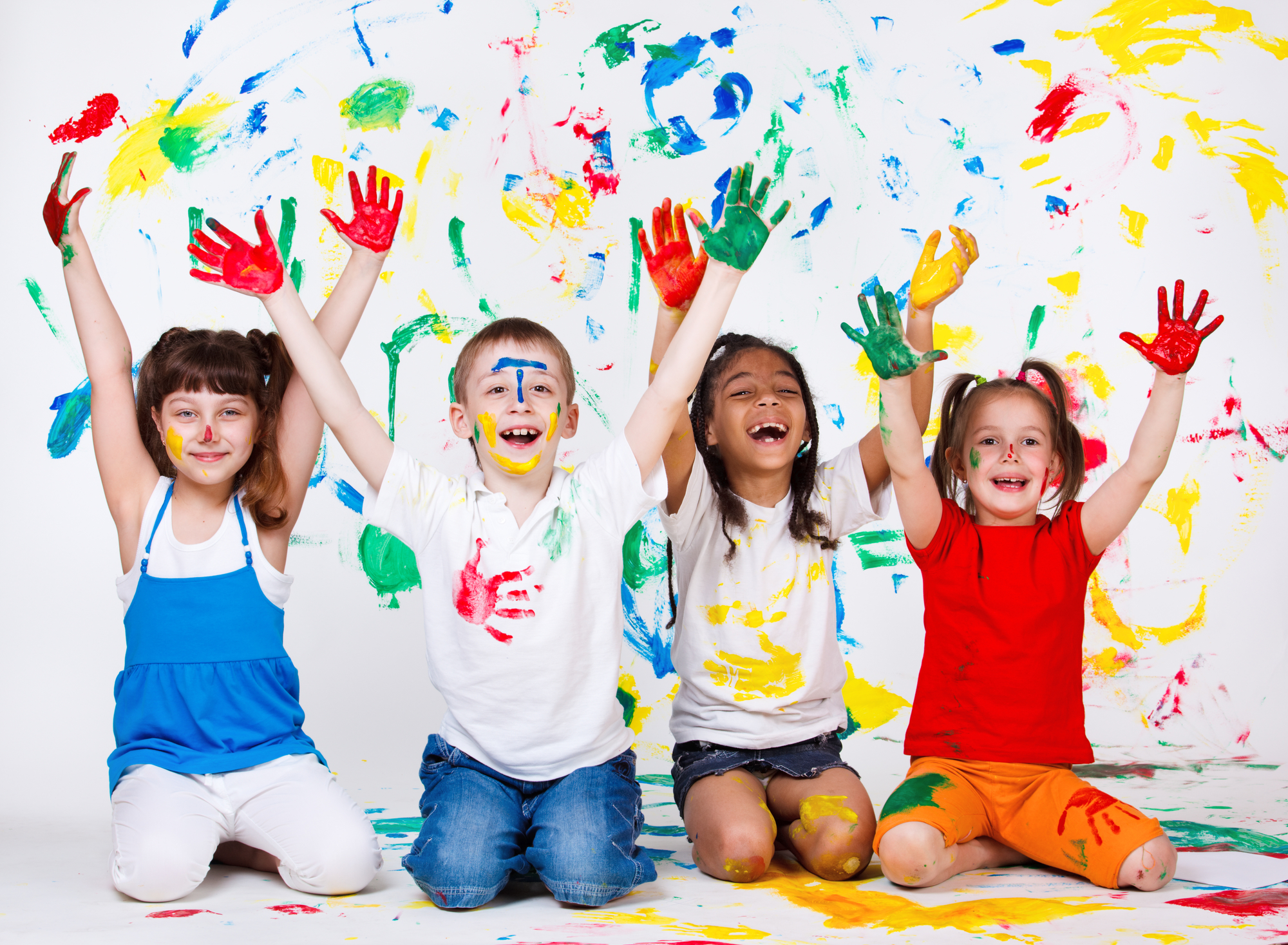
Niños tras un ejercicio de pintura de manos.